# Ботмер
Ботмер (фр. Botmeur) је насељено место у Француској у региону Бретања, у департману Финистер.
По подацима из 2011. године у општини је живело 230 становника, а густина насељености је износила 16,89 становника/km².

## Демографија
| 1962. | 1968. | 1975. | 1982. | 1990. | 2011. |
| ----- | ----- | ----- | ----- | ----- | ----- |
| 333   | 277   | 236   | 196   | 191   | 230   |